# Neuwerk-Mitte
Neuwerk-Mitte ist ein Stadtteil Mönchengladbachs. Er gehört zum Stadtbezirk Ost. 

## Medien
Es existieren lokale Anzeigenblätter wie der Extra-Tipp am Sonntag und der StadtSpiegel am Mittwoch. Der Sender CityVision, das Stadtfernsehen, berichtet über Mönchengladbach und die umliegende Region und ist für Kunden des Anbieters Unitymedia im analogen Kabelfernsehen und über DVB-C zu empfangen. Das Lokalradio für die Stadt Mönchengladbach Radio 90,1 Mönchengladbach ist sowohl terrestrisch als auch über Livestream im Internet zu empfangen.